# Joseph Alexander Fernandes
Joseph Alexander Fernandes (* 12. April 1889 in Bangalore; † 16. September 1967) war ein indischer römisch-katholischer Geistlicher.
Fernandes wurde am 19. Dezember 1914 zum Priester geweiht. Papst Pius XII. ernannte Fernandes am 24. Januar 1949 der Papst Burke zum Titularbischof von Aphnaeum und Weihbischof in Kalkutta. Ferdinand Périer SJ, Erzbischof von Kalkutta, weihte ihn am 24. Januar 1949 zum Bischof. Mitkonsekratoren waren Oscar Sevrin SJ, Bischof von Ranchi, und Thomas Pothacamury, Bischof von Bangalore. Am 12. April 1951 ernannte der Papst ihn zum Erzbischof von Delhi und Simla. Am 4. Juni 1959 teilte Papst Johannes XXIII. das Erzbistum und Fernandes wurde Bischof des Erzbistums Delhi. Das Bistum Simla wurde John Burke übertragen. 
Fernandes nahm an den vier Sitzungsperioden des Zweiten Vatikanischen Konzils als Konzilsvater teil.